# Hooglandelenia
De hooglandelenia (Elaenia obscura) is een zangvogel uit de familie Tyrannidae (tirannen). 

## Verspreiding en leefgebied
De soort komt voor van zuidoostelijk Ecuador tot in Bolivia en noordwestelijk Argentinië.

## Status
De grootte van de populatie is niet gekwantificeerd maar de soort wordt omschreven als schaars. Op de Rode lijst van de IUCN heeft deze soort de status niet bedreigd.